# Horace Grant
Horace Junior Grant (Augusta, 4 juli 1965) is een Amerikaans voormalig basketballer. Hij bracht 17 seizoenen (1987-2004) door in de NBA, waar hij speelde voor de Chicago Bulls, Orlando Magic, Seattle SuperSonics en Los Angeles Lakers. Hij maakte deel uit van het Chicago Bulls-dynastieteam dat de NBA domineerde tussen 1990 en 1998, waar hij hielp bij het winnen van drie van hun zes NBA-kampioenschappen. Grant won zijn vierde NBA-kampioenschap met de Los Angeles Lakers in het seizoen 2000-2001. 
Hij is de tweelingbroer van basketballer Harvey Grant en oom van de basketballers Jerami en Jerian Grant.
2 Hopson · 
5 Paxson · 
10 Armstrong · 
14 Hodges · 
23 Jordan · 
24 Cartwright · 
32 Perdue · 
33 Pippen · 
34 King · 
42 Williams · 
53 Levingston · 
54 Grant · 
Coach Jackson
5 Paxson · 
10 Armstrong · 
14 Hodges · 
20 Hansen · 
23 Jordan · 
24 Cartwright · 
32 Perdue · 
33 Pippen · 
34 King · 
42 Williams · 
53 Levingston · 
54 Grant · 
Coach Jackson
5 Paxson · 
6 Tucker · 
10 Armstrong · 
20 Walker · 
22 McCray · 
23 Jordan · 
24 Cartwright · 
32 Perdue · 
33 Pippen · 
34 King · 
42 Williams · 
54 Grant · 
Coach Jackson
2 Fisher · 
3 George · 
4 Harper · 
5 Horry · 
8 Bryant · 
10 Lue · 
17 Fox · 
20 Shaw · 
34 O'Neal · 
35 Madsen · 
40 Foster · 
54 Grant · 
Coach Jackson